# دوائر ولاية الأغواط
تتألف ولاية الأغواط من عشرة دوائر (مناطق إدارية). كل منها بما في ذلك العديد من البلديات . ليصبح المجموع أربعة وعشرين بلدية.

## قائمة الدوائر

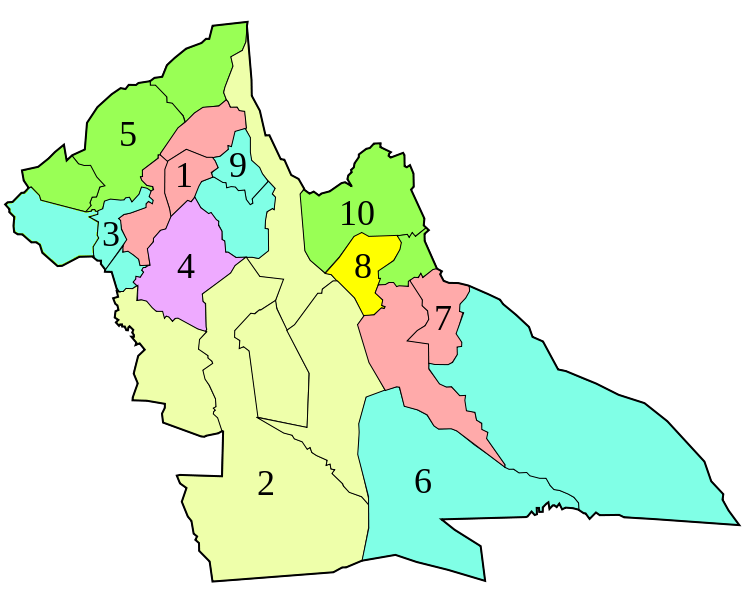
1. أفلو •
2. عين ماضي • 3. بريدة • 4. الغيشة • 5. قلتة سيدي سعد • 6. حاسي الرمل • 7. قصر الحيران • 8. الأغواط • 9. واد مرة • 10. سيدي مخلوف •

دوائر ولاية الأغواط:
| الدايرة       | عدد البلديات التابعة | البلديات                                      | مساحة (كم) | سكان (نسمة). |
| ------------- | -------------------- | --------------------------------------------- | ---------- | ------------ |
| أفلو          | 3                    | أفلو · سبقاق · سيدي بوزيد                     | 1 548      | 113 197      |
| عين ماضي      | 5                    | عين ماضي · تاجموت · تاجرونة · الحويطة · الخنق | 7 820      | 50 303       |
| بريدة         | 3                    | بريدة · تاويالة · الحاج مشري                  | 985        | 16 011       |
| الغيشة        | 1                    | الغيشة                                        | 730        | 6 079        |
| قلتة سيدي سعد | 3                    | قلتة سيدي سعد · عين سيدي علي · البيضاء        | 2 605      | 38 171       |
| حاسي الرمل    | 2                    | حاسي الرمل · حاسي دلاعة                       | 5 912      | 33 337       |
| قصر الحيران   | 2                    | قصر الحيران · بن ناصر بن شهرة                 | 2 700      | 33 462       |
| الأغواط       | 1                    | الأغواط                                       | 400        | 144 747      |
| واد مرة       | 2                    | وادي مرة · وادي مزي                           | 785        | 8 829        |
| سيدي مخلوف    | 2                    | سيدي مخلوف · العسافية                         | 1 840      | 17 910       |

### المادة ذات الصلة
- بلديات ولاية الأغواط